# Niki de Herdt
Niki de Herdt (* 20. November 1986 in Lier) ist ein ehemaliger belgischer Eishockeyspieler, der mit den White Caps Turnhout und den Phantoms Antwerp je einmal belgischer Meister wurde.

## Karriere
Niki de Herdt stammt aus der Jugendabteilung der Phantoms Deurne, bei denen er 2001 in der belgischen Ehrendivision debütierte. 2002 wechselte er in die U18-Mannschaft von Karhu-Kissat Vantaa und spielte dort ein Jahr in der dritthöchsten U18-Liga Finnlands. Anschließend kehrte er nach Antwerpen zurück und spielte die nächsten beiden Jahre erneut für die Phantoms, mit denen er 2005 belgischer Pokalsieger wurde. Nach diesem Erfolg wechselte er zu Nyköpings Hockey in die J20 Elit, die zweithöchste schwedische Nachwuchsliga, absolvierte für den Klub aber auch zwei Spiele in der HockeyAllsvenskan, der zweithöchsten Herren-Spielklasse des skandinavischen Landes. 2007 kehrte er in die belgische Ehrendivision zurück und spielte zunächst drei Jahre bei Olympia Heist op den Berg, wo ihm 2010 zum zweiten Mal der Pokalsieg gelang. Die Spielzeit 2010/11 verbrachte er bei den White Caps Turnhout. Mit den Nordbelgiern konnte er nicht nur seinen dritten Sieg im Landespokal feiern, sondern erstmals auch den Landesmeistertitel erringen. Nachdem er die folgende Saison bei Ånge IK in der Division 1, der dritthöchsten Spielklasse Schwedens, verbracht hatte, kehrte er nach Turnhout zurück, wo er bis 2014 blieb. Seither spielt er wieder für seinen Stammverein, der sich inzwischen Phantoms Antwerp nennt, und für den er seit 2015 in der neugegründeten belgisch-niederländischen BeNe League spielt. 2015 wurde er mit den Phantoms im letzten Jahr der belgischen Ehrendivision belgischer Meister und im selben Jahr zum besten belgischen Verteidiger gewählt. 2017 beendete er seine Karriere.

### International
Für Belgien nahm Morgan im Juniorenbereich an den U18-Weltmeisterschaften 2002 in der Division III, 2003 und 2004 jeweils in der Division sowie den U-20-Weltmeisterschaften 2003 in der Division III, 2004 und 2005 in der Division II teil.
Für die Herren-Nationalmannschaft spielte bei den Weltmeisterschaften der Division II 2005, 2006, 2007, 2008, 2009, 2010, 2012 und 2013, wobei 2012 der Aufstieg von der B- in die A-Gruppe der Division II gelang. In jenem Jahr wurde er als bester Verteidiger des Turniers ausgezeichnet.

## Erfolge und Auszeichnungen
- 2002 Aufstieg in die Division II bei der U18-Weltmeisterschaft der Division III
- 2003 Aufstieg in die Division II bei der U20-Weltmeisterschaft der Division III
- 2005 Belgischer Pokalsieger mit den Phantoms Deurne
- 2010 Belgischer Pokalsieger mit Olympia Heist op den Berg
- 2011 Belgischer Meister und Pokalsieger mit den White Caps Turnhout
- 2012 Aufstieg in die Division II, Gruppe A, bei der Weltmeisterschaft der Division II, Gruppe B
- 2013 Bester Verteidiger bei der Weltmeisterschaft der Division II, Gruppe B
- 2015 Belgischer Meister mit den Phantoms Antwerp
- 2015 Bester belgischer Verteidiger